# Rhagodessa judaica
Espèce
Synonymes
- Rhagodes judaicus Kraepelin, 1899

Rhagodessa judaica est une espèce de solifuges de la famille des Rhagodidae.

## Distribution
Cette espèce se rencontre en Israël et en Syrie.

## Description
Le mâle mesure 16 mm et la femelle 18 mm.

## Publication originale
- Kraepelin, 1899 : Zur Systematik der Solifugen. Mitteilungen aus dem Naturhistorischen Museum in Hamburg, vol. 16, p. 195–259 (texte intégral).